# Modello autoregressivo integrato a media mobile
In statistica per modello ARIMA (acronimo di AutoRegressive Integrated Moving Average) si intende una particolare tipologia di modelli atti ad indagare serie storiche che presentano caratteristiche particolari. Fa parte della famiglia dei processi lineari non stazionari.
Un modello ARIMA(p,d,q) deriva da un modello ARMA(p,q) a cui sono state applicate le differenze di ordine d per renderlo stazionario. In caso di stagionalità nei dati si parla di modelli SARIMA o ARIMA(p,d,q)(P,D,Q), dove p,d,q,P,D,Q sono numeri interi non negativi:
- p rappresenta il numero di parametri autoregressivi;
- d rappresenta l'ordine di differenziazione;
- q rappresenta il numero di parametri a media mobile;
- P rappresenta il numero di parametri autoregressivi stagionali;
- D rappresenta l'ordine di differenziazione stazionale;
- Q rappresenta il numero di parametri a media mobile stagionali.

## Processi ARMA e ARIMA
I processi ARIMA sono un particolare sottoinsieme del processi ARMA in cui alcune delle radici del polinomio sull'operatore ritardo che descrive la componente autoregressiva hanno radice unitaria (ossia uguale ad 1), mentre le altre radici sono tutte in modulo maggiori di 1.
In formule, prendendo un generico processo ARMA:
{\displaystyle (1-\varphi _{1}B-\varphi _{2}B^{2}-\ldots -\varphi _{p+d}B^{p+d})Z_{t}=(1-\theta _{1}B-\theta _{2}B^{2}-\ldots -\theta _{q}B^{q})a_{t},}
dove:
- {\displaystyle (1-\varphi _{1}B-\varphi _{2}B^{2}-\ldots -\varphi _{p+d}B^{p+d})} è il polinomio sull'operatore ritardo che descrive la componente autoregressiva, ed in particolare {\displaystyle \varphi _{i}} è un generico coefficiente del polinomio e {\displaystyle p+d} identifica il grado del polinomio.
- {\displaystyle Z_{t}} è il processo stocastico ARIMA in questione.
- {\displaystyle (1-\theta _{1}B-\theta _{2}B^{2}-\ldots -\theta _{q}B^{q})} è il polinomio sull'operatore ritardo che descrive la componente a media mobile, ed in particolare {\displaystyle \theta _{i}} è un generico coefficiente del polinomio e {\displaystyle q} identifica il grado del polinomio.
- {\displaystyle a_{t}} è un processo white noise.

Il processo ARMA in questione viene per l'appunto definito ARIMA se alcune delle radici del polinomio autoregressivo sono uguali ad 1 e tutte le altre hanno modulo maggiore di 1, di conseguenza è possibile scomporre il polinomio autoregressivo nella forma:
{\displaystyle (1-\varphi _{1}B-\varphi _{2}B^{2}-\ldots -\varphi _{p+d}B^{p+d})=(1-\phi _{1}B-\phi _{2}B^{2}-\ldots -\phi _{p}B^{p})(1-B)^{d}.}
Ciò permette quindi di riscrivere l'intero processo nella seguente forma:
{\displaystyle (1-\phi _{1}B-\phi _{2}B^{2}-\ldots -\phi _{p}B^{p})(1-B)^{d}Z_{t}=(1-\theta _{1}B-\theta _{2}B^{2}-\ldots -\theta _{q}B^{q})a_{t}.}

## Non-stazionarietà dei processi ARIMA
I processi ARIMA sono quindi per definizione non-stazionari (sia in senso debole che in senso forte), infatti si ha che un processo ARMA è stazionario se e solo se tutte le radici del polinomio autoregressivo hanno modulo maggiore di 1, mentre per definizione in un processo ARIMA alcune delle radici sono unitarie.

## Processi SARIMA o ARIMA stagionali
Esiste una versione più generale dei processi ARIMA più adatta all'uso pratico che tiene conto della presenza di una componente stagionale (modelli SARIMA o ARIMA stagionali), dove {\displaystyle a_{t}} viene sostituito da un altro processo {\displaystyle b_{t}} che non è un processo bianco ma invece è un'ARIMA.